# Oppurg
Oppurg település Németországban, azon belül Türingiában. Lakosainak száma 1146 fő (2023. december 31.). Oppurg Pößneck és Döbritz községekkel határos.

## Népesség
A település népességének változása:
| Lakosok száma | 1160 | 1121 | 1116 | 1142 | 1146 |
|               | 2017 | 2019 | 2021 | 2022 | 2023 |